# 짐바브웨 왕국

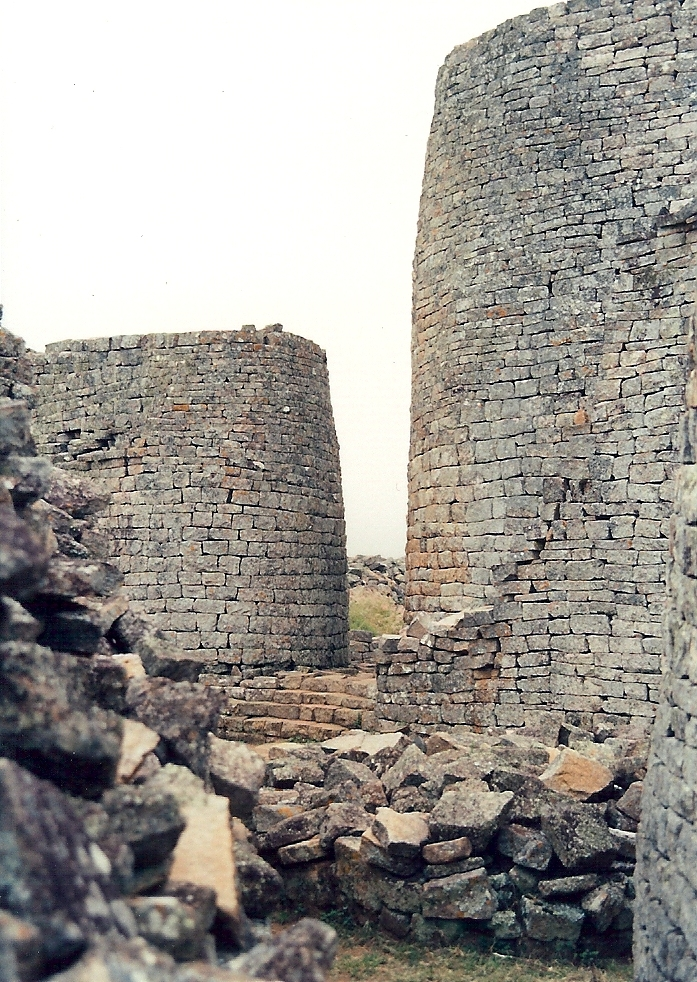
그레이트 짐바브웨의 탑.

짐바브웨 왕국(c. 1220–1450)은 오늘날의 짐바브웨에 존재했던 중세 쇼나족 왕국이다. 그 수도인 오늘날의 마스빙고(요새를 의미함)는 일반적으로 그레이트 짐바브웨라고 불리며 식민지 이전의 남아프리카에서 가장 큰 석조 구조물이다. 이 왕국은 마풍구브웨 왕국이 무너진 후에 생겨났다.

## 이름
"짐바브웨(Zimbabwe)"라는 이름은 그레이트 짐바브웨(Great Zimbabwe)를 가리키는 쇼나어 용어에서 유래되었다. 이 도시는 현재 보호 구역으로 지정된 남동쪽의 중세 도시이다. 두 가지 다른 이론이 단어의 기원을 다룬다. 많은 자료에 따르면 "짐바브웨"는 dzimba-dza-mabwe 에서 유래했으며, 쇼나족의 카랑가 방언에서 "돌의 집"으로 번역되었다( dzimba = imba 의 복수형, "집"; mabwe = bwe의 복수형, "돌"). 칼랑가어를 사용하는 쇼나족은 현대의 마스빙고주에 있는 그레이트 짐바브웨 주변에 살고 있다. 고고학자 피터 갈라케는 "짐바브웨"가 쇼나어 제주루 방언으로 "숭배받는 집"을 의미하는 dzimba-hwe의 축약형을 나타내며 일반적으로 족장의 집이나 무덤을 언급한다고 주장한다.

## 역사

### 무타파의 부상
적어도 15세기 이후로 거슬러 올라가는 무타파 왕국은 한때 잠 베지 강, 마조웨 강, 루엔야 강, 후냐니 강, 움 부크웨 산맥 사이의 광대한 영토를 통제했다.
대략 1430년에 그레이트 짐바브웨의 냐트심바 무토타 왕자는 소금을 찾아 단데 지역으로 북쪽으로 여행했다. 그런 다음 그는 군대로 통가와 타바라를 무찌르고 치타코창고냐 언덕에 왕조를 세웠다. 그가 정복한 땅은 무타파 왕국이 될 것이다. 한 세대 만에 무타파는 짐바브웨의 경제 및 정치 세력으로서 그레이트 짐바브웨를 압도했다. 1450년까지 수도와 대부분의 왕국이 버려졌다.
2014년 DN Beach는 "지난 15년 동안 로디지아와 모잠비크에서 많은 연구자들이 일하기를 꺼리거나 능력이 없었기 때문에 무타파주의 역사는 최소한 DP 아브라함의 작업에 크게 의존해 왔다. 전통이 문제다."

### 여파
왕국의 종말은 원시 쇼나 세력의 분열을 초래했다. 남북 축을 따라 두 개의 기지가 나타났다. 북부에서는 무타파 왕국이 짐바브웨의 행정 구조를 계승하고 개선하기까지 했지만, 전임자의 범위까지 석조 벽돌 전통을 이어받지 못했다. 남쪽에서는 부투아 왕국이 더 작지만 거의 동일한 짐바브웨 양식으로 세워졌다. 두 국가는 결국 쇼나 국가 중 가장 크고 강력한 로즈비 제국에 흡수되었다.

## 정부
사회제도는 점점 더 경직되는 3계층 구조와 함께 맘보를 지도자로 삼았다. 왕국은 지역 전역의 다른 통치자들에게 세금을 부과했다. 왕국은 소규모 짐바브웨에 본부를 둔 150개 이상의 지류로 구성되었다. 마풍구브웨, 부투아, 또는 무투파보다 더 넓은 지역에 대한 통치를 확립했다.

## 경제와 문화
짐바브웨 왕국은 내륙에서 아프리카 남동부 해안까지 상아와 금 무역을 통제했다. 아시아와 아랍 제품은 왕국 지역에서 풍부하게 찾을 수 있다. 초기의 원시 쇼나 국가들에게 결정적이었던 경제적 가축화도 실행되었다. 그레이트 짐바브웨 사람들은 금, 구리, 철 과 같은 광물을 채굴했다. 왕국의 엘리트들은 소를 관리하여 부를 얻었기 때문에 소가 중요시되었다.
짐바브웨의 통치자(맘보라고 불림)들은 마풍구브웨에서 예술과 석공술 전통을 가져왔다. 정교한 석조 건물과 성벽의 건축은 왕국의 정점에 이르렀다.

## 같이 보기
- 부투아 왕국
- 무타파 왕국
- 카미어
- 다난곰베

## 추가 자료
- Cartwright, M. (2019년 3월 14일). 그레이트 짐바브웨 . 세계사 백과사전